# 에머데일
《에머데일》(영어: Emmerdale)는 1972년부터 현재까지 방영된 영국의 연속극이다.